# Els Dottermans

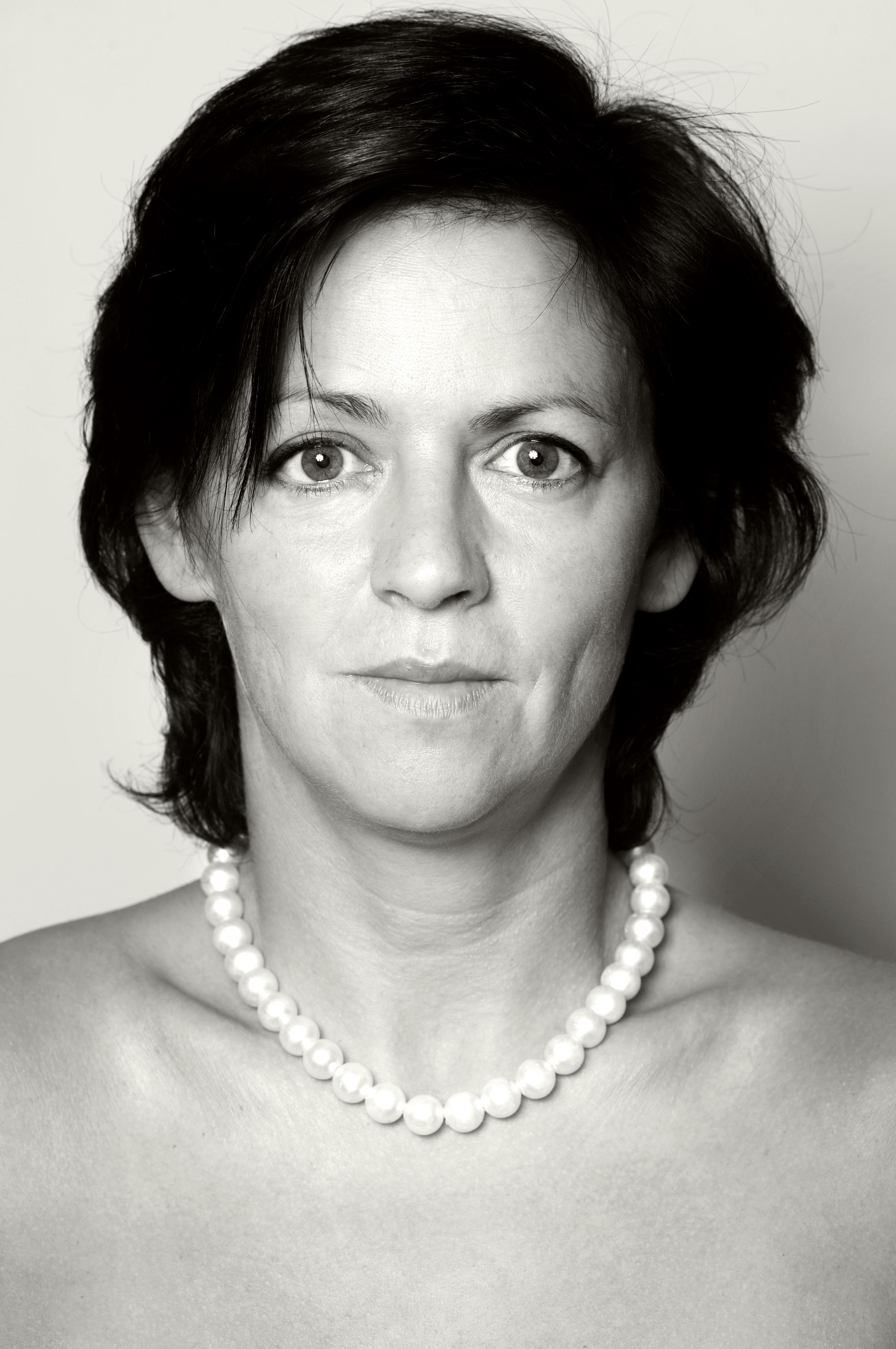
Els Dottermans, 2009

Els Dottermans (* 16. Januar 1964 in Löwen) ist eine belgische Schauspielerin.

## Leben
Els Dottermans hat einen umfangreichen Lebenslauf als Theaterschauspielerin und hat mehrere Auszeichnungen erhalten, etwa auf dem Niederländischen Filmfestival oder dem Shanghai International Film Festival. Sie studierte Theaterwissenschaften am Studio Herman Teirlinck.
Els Dottermans hat zwei Kinder mit ihrem Ehemann, dem Schauspieler Han Kerkhoffs. 

## Filmografie (Auswahl)
Film
- 1993: Beck (Beck – De gesloten kamer)
- 1995: Auf Wiedersehen (Tot ziens)
- 1995: Antonias Welt (Antonia)
- 1997: De Suikerpot
- 1998: Altijd zomer
- 2000: Fade out
- 2000: Maria
- 2002: Meisje – Frauen am Scheideweg (Meisje)
- 2003: Mörder ohne Erinnerung (De zaak Alzheimer)
- 2004: De Kus
- 2004: 10 jaar Leuven kort
- 2005: Der Eindringling (De Indringer)
- 2005: Kameleon 2
- 2006: Dennis van Rita
- 2009: Oud België
- 2009: Zwart Water
- 2012: Allez, Eddy!
- 2023: Weil der Mensch erbärmlich ist (Wil)

Fernsehen
- 1988: Klein Londen, Klein Berlijn
- 1988: Tot nut van ’t algemeen
- 1990: Maman 2
- 1991: Dierbaar
- 1993: Moeder, waarom leven wij?
- 1997: Kongo
- 2000: Nefast voor de feestvreugde
- 2001: Flikken
- 2002: Het Peulengaleis
- 2004: Rupel
- 2004–2014: Hij komt, hij komt … De intrede van de Sint
- 2005: Als 't maar beweegt
- 2006: Koning van de Wereld
- 2007: Stellenbosch
- 2008: Witse
- 2009: Sinteressante dingen
- 2010: Oud België
- 2011: Aspe
- 2012: Zone Stad
- 2012: Loslopend Wild
- 2014: Amateurs
- 2016: Home
- 2023: Lampje
- 2024: Flikken Maastricht
- 2024: De Joodse Raad
- 2023: Rough Diamonds

## Theaterauftritte
- Wilde Lea (1992)
- Getaway (1993/1994)
- Juffrouw Tania (1993/1994)
- Joko (1993/1996)
- All for love (1993/1994)
- Vrijen met dieren (1994/1996)
- Zwak/sterk (1994/1995)
- De drumleraar/Juffrouw Tania (1994/1995)
- Barnes'beurtzang (1995/1997)
- De meeuw (1997/1998)
- En verlos ons van het kwade (1997/1999)
- Zie de dienstmaagd des Heren (1997/1999)
- In de naam van de Vader en de Zoon (1997/1999)
- Ten oorlog (1997/1999)
- Moedersnacht (1998/1999)
- Marieslijk (1998/1999)
- Komedie der verleiding (1999/2000)
- Brandbakkes (2000/2001)
- Vier zusters (2001/2004)
- Mamma Medea (2001/2003)
- Trilogie van het weerzien (2002/2005)
- Push Up 1-3 (2002/2003)
- Macbeth (2003/2004)
- Zullen we het liefde noemen (2004/2006)
- Annie MG Schmidt, (2005/2006)
- Platform (2005/2008)
- Ik val... val in mijn armen (2006/2009)
- Een totale Entfurung (2006/2007)
- Tien Geboden deel 1 (2007/2009)
- Fort Europa (2007/2008)
- Tien Geboden deel 2 (2009/2010)
- Kasimir und Karoline (2009/2010)
- Was will das Weib? (2010)